# Kawasaki Ki-48
Kawasaki Ki-48 (japonsky: 川崎 キ-48) byl japonský celokovový dvoumotorový rychlý lehký bombardér z druhé světové války.

## Vývoj

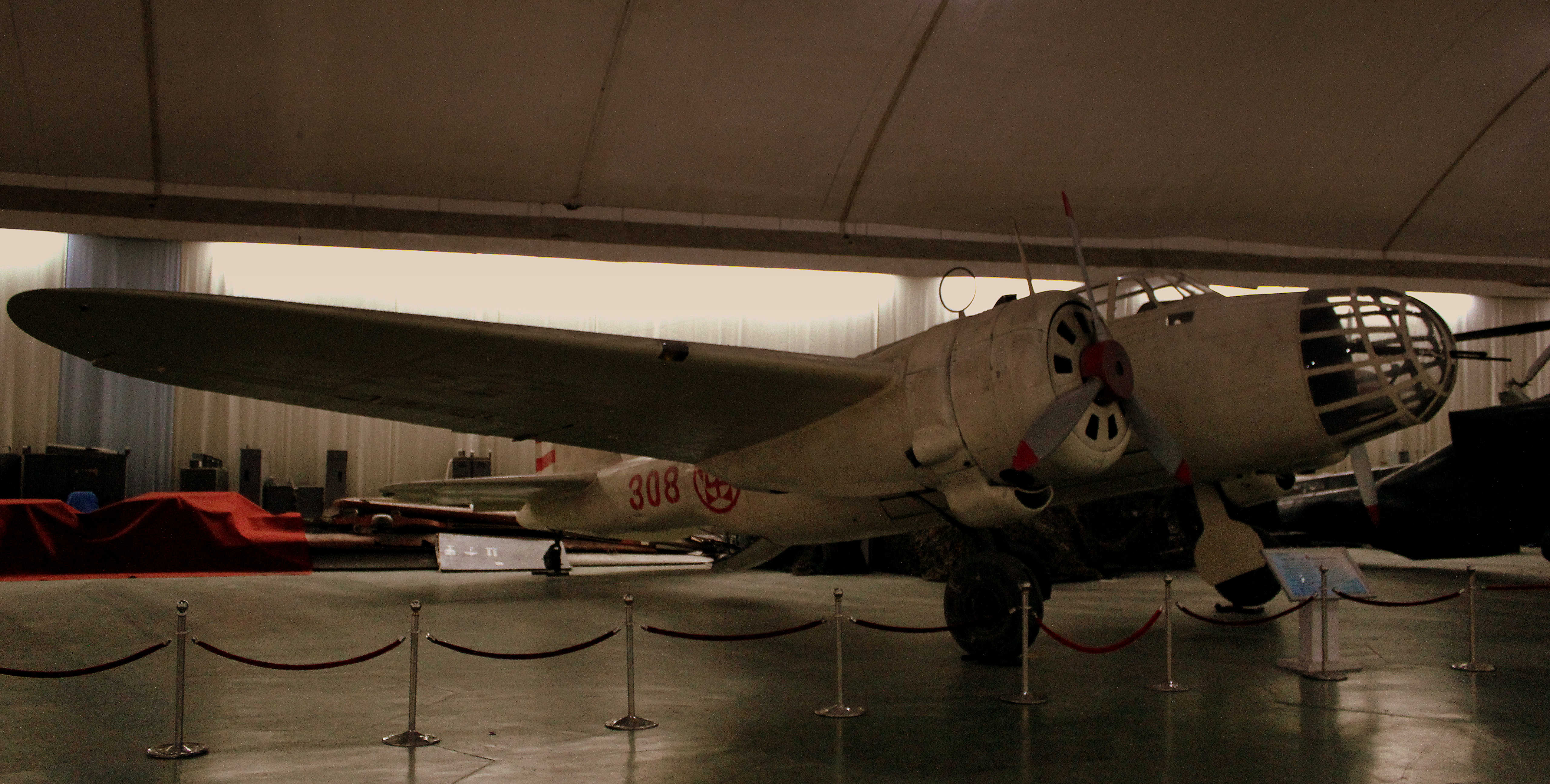
Ki-48

Vznikl na základě požadavků japonské armády, inspirované nasazením sovětských strojů SB-2, na stroj dosahující s nimi srovnatelných výkonů. Stroj měl dosahovat rychlosti 480 km/h a nosnost pum měla být 400 kg. Firma Kawasaki zadání obdržela od Generálního štábu armádního letectva v prosinci 1937.
První prototyp byl dokončen až v červenci 1939, poté následovaly další tři, k nimž do roku 1940 přibylo i pět předsériových strojů. Testy prováděli piloti ze zkušebního střediska armádního letectva v Tačikawě.
Výroba první verze armádního lehkého bombardéru vzor 99 model 1A (九九式双発軽爆撃機, Kjúkjúšiki sóhacu kei bakugekiki), respektive Ki-48-Ia, byla zahájena v závodech Kawasaki v Gifu v roce 1940. Pohon zajišťovala dvojice dvouhvězdicových čtrnáctiválců Nakadžima Ha-25 s třílistými vrtulemi o vzletovém výkonu 746 kW. Výzbroj se skládala z jednoho kulometu typ 89 ráže 7,7 mm v prosklení přední části trupu, v zadní části kabiny a ve spodním střelišti. V trupové pumovnici mohlo být zavěšeno až 800 kg pum.
Později, po vypuknutí války v Pacifiku, spojenci typu přidělili kódové označení Lily.
Letoun byl poprvé nasazen 45. sentai při bojích v severní Číně, kde byl proti slabě vyzbrojenému čínskému protivníkovi velice úspěšný. Zkušenosti z těchto bojů vedly výrobce k úpravám výstroje a závěsů zbraní, takže později výrobu opouštěly napohled identické Ki-48-Ib (model 1B). Stroje řady Ki-48-I byly vyráběny do června 1942, armádní letectvo převzalo 557 kusů.
Již během sériové výroby probíhala konstrukční příprava zdokonalené verze a v únoru 1942 byl zalétán její prototyp Ki-48-II. Byla poháněna výkonnějšími motory s dvoustupňovými kompresory Nakadžima Ha-115 o výkonu po 1150 k (846 kW) s pozměněným tvarem lapačů vzduchu na motorových krytech. Vyšší výkon motorů umožnil zvýšit vzletovou hmotnost, což bylo z velké části využito k instalaci účinné pasivní ochrany v podobě ochranných obalů nádrží pohonných hmot a pancéřování. Z důvodů vyrovnání těžiště letounu a zlepšení stability došlo k prodloužení zadní části trupu o 0,15 m a prodloužení kýlovky do hřbetu trupu. Náklad pum byl zdvojnásoben — maximálně na 800 kg.
V této podobě, s výrazně zesílenou konstrukcí trupu, byl zaveden v dubnu 1942 do výroby jako Ki-48-IIa (model 2A). Sériové produkci předcházely tři prototypy dokončené na začátku roku. Subverze upravená pro střemhlavé bombardování (mj. instalací aerodynamických brzd — sklopných brzdicích mříží pod křídlem vně motorových gondol) nesla označení Ki-48-IIb (model IIB). V této verzi dosahoval letoun maximální rychlosti 505 km/h ve výšce 5600 m. Do října 1944 bylo vyrobeno 1408 kusů.
Stroj však měl i nadále poměrně slabou kulometnou výzbroj, která byla zesílena až u verze Ki-48-IIc z roku 1943, s dvěma kulomety ráže 7,7 mm a 1–2 kulomety typ 1 ráže 12,7 mm.

## Nasazení

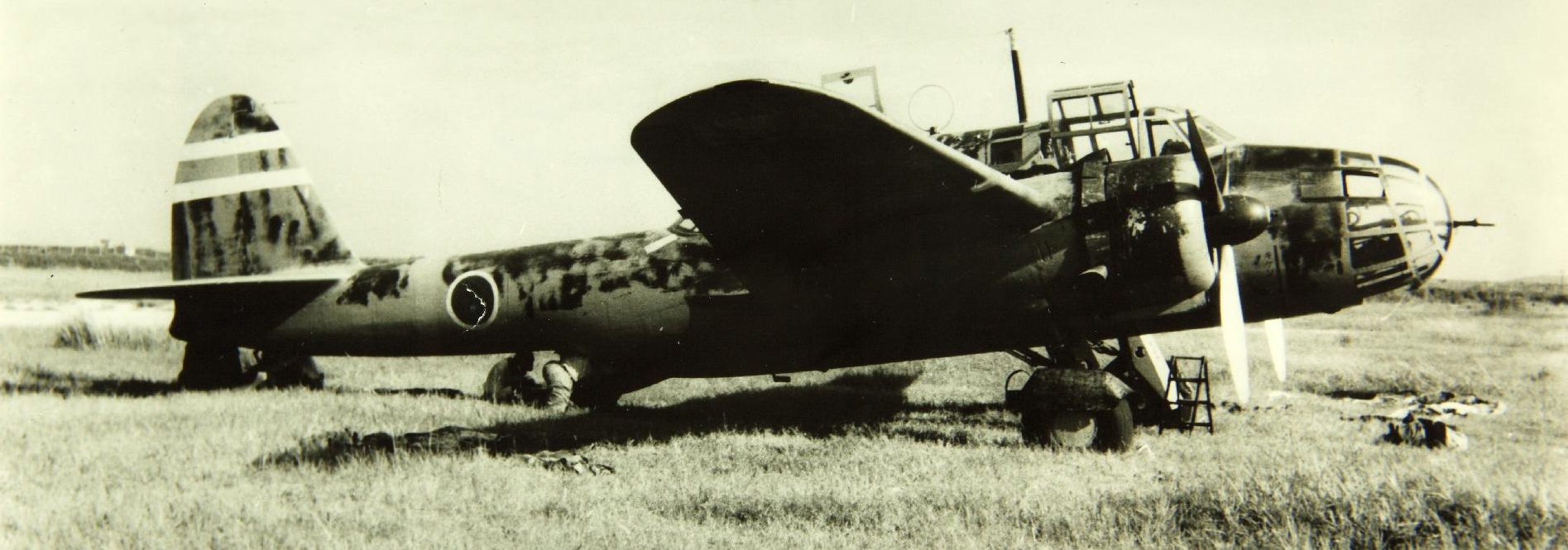
Kawasaki Ki-48

Letouny Ki-48 nesly hlavní tíhu taktických úkolů japonského armádního letectva prakticky až do samého konce války. V závěru války byly také u Okinawy používány k sebevražedným útokům kamikaze na spojenecké loďstvo, a to jak v neupravené podobě s nákladem pum, tak i ve speciální úpravě. Adaptaci navrhl již v červenci 1944 šéf 3. letecké laboratoře letectva japonské císařské armády plukovník Masaki, která spočívala v zabudování prodloužených kontaktních zapalovačů, iniciujících při dopadu na cíl výbuch pumy nebo nálože o hmotnosti 800 kg.
1. armádní letecký arzenál v Tačikawě měl pro tento účel přizpůsobit 12, později až 100 strojů, označených jako Ki-48-IIb KAI. První z těchto letounů vzlétl ke zkušebnímu letu 12. září 1944. Zanedlouho byly další dva letouny předány sebevražedné speciální útočné skupině Banda-tai, která je 5. října 1944 vyslala do akce, kdy byly sestřeleny hlídkujícími americkými stroji Grumman F6F Hellcat. Nakonec tedy byly na variantu KAI upraveny pouze tři letouny.

## Specifikace (Ki-48-Ia)

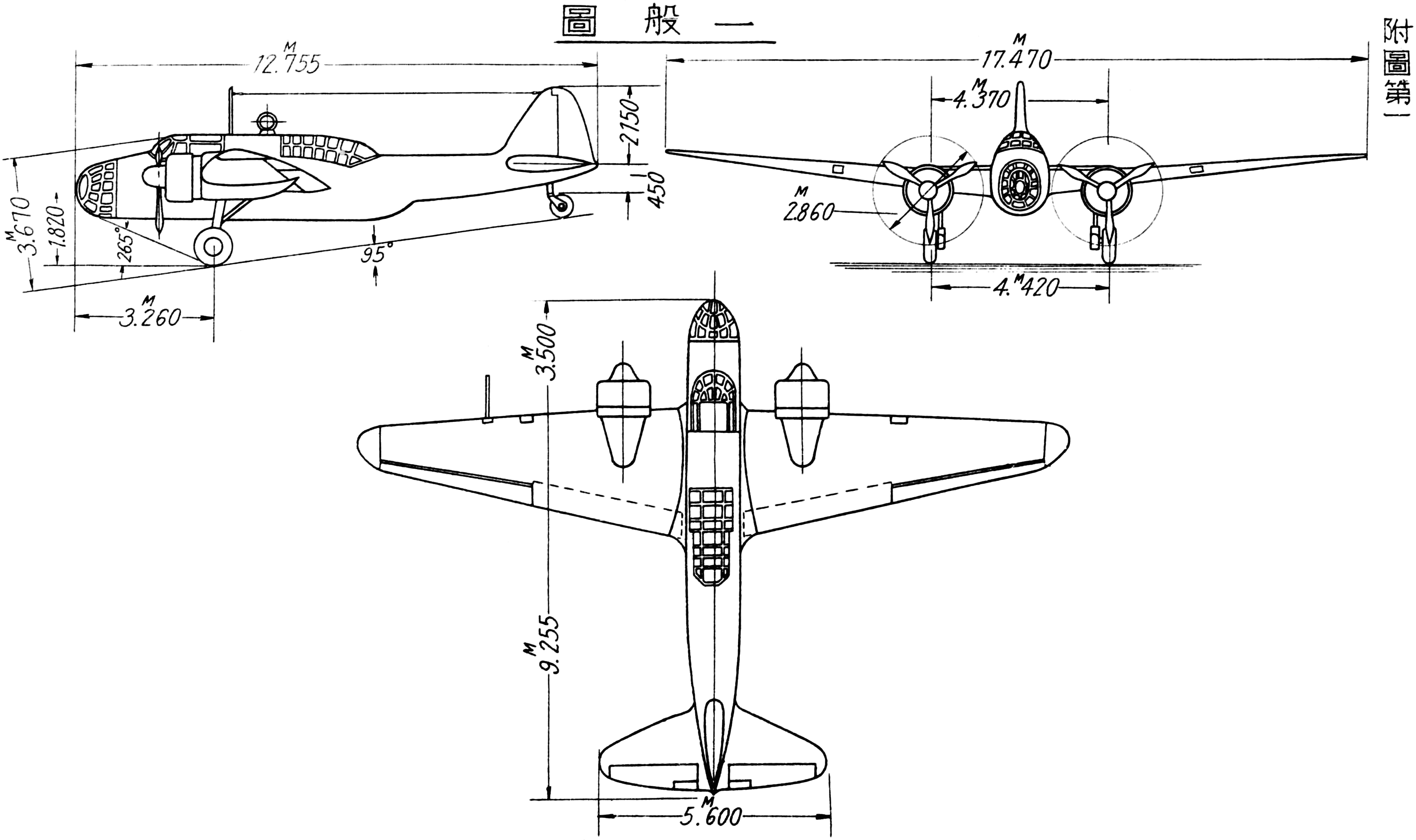
Kawasaki Ki-48

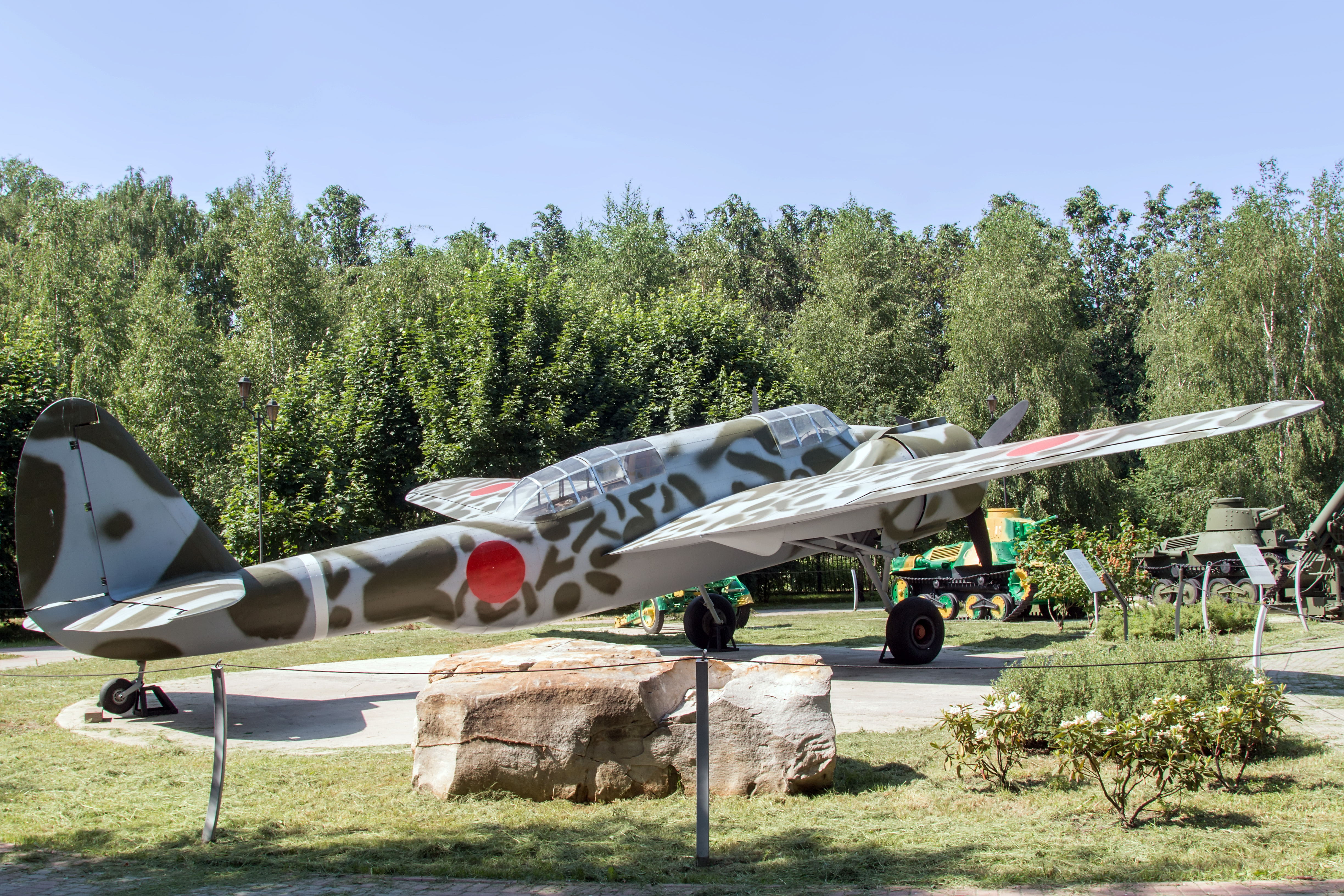
Kawasaki Ki-48

### Technické údaje
- Osádka: 4
- Rozpětí: 17,47 m
- Délka: 12,60 m
- Výška: 3,80 m
- Nosná plocha: 40,00 m²
- Hmotnost prázdného stroje: 4 050 kg
- Vzletová hmotnost: 5 900 kg
- Max. vzletová hmotnost: 6 050 kg
- Pohonná jednotka: 2 × hvězdicový motor Nakadžima Ha-25 o výkonu 950 k (699 kW)

### Výkony
- Maximální rychlost: 480 km/hod (ve výšce 3 500 m)
- Cestovní rychlost: 350 km/h
- Dostup: 9 500 m
- Dolet (maximálně): 2 400 km
- Výstup do výšky 5 000 m: 9,0 min

### Výzbroj
- 3 × kulomet Typ 89 ráže 7,7 mm
- max. 400 kg pum